# 不体裁 (放送)
放送における不体裁（ふていさい）は、放送事故の形態のひとつ。放送の体裁が予定されたものとならず、不要・異常である、あるいは放送にたえない低質な内容となっている状態を示す。

## 概要

### 分類
原因別の分類
- 製作スタッフの人為的ミス
- 出演者の人為的ミス

放送装置（特に送出・送信装置）の電気的な不具合によるものは、停波、無変調、変調異常と呼ばれ区別される。
結果別の分類
- 音声
  - 音声がなくなる
  - 音声が急に低くなる、急に高くなる
  - 番組内容に関係のない音が出る
  - 番組内容に必要な音が出ない
  - 以上のことを含む深刻に不適切な表現（放送禁止用語の使用、スポンサーに関わる不手際など）
- 映像（テレビ放送の場合）
  - 一面真っ黒になる、青くなる、白くなる
  - 画面がずっと暗い
  - 番組内容に関係のない画面が出る
  - 番組内容に必要な画面が出ない
  - 以上のことを含む深刻に不適切な表現（性器の露出、セシウムさん騒動など）

放送事業の開始当時は、番組制作から放送送出までの過程のほとんど全てを、リアルタイムで非機械的に行っていたことから、不体裁の発生は多かったものの、自動番組制御装置を中心とする自動化された放送システムおよび、VTR等の利用が広まったことにより、収録番組（VTR等に番組素材を収録後、編集して一本化させた完成素材を用いる番組）の放送中における不体裁の発生は少なくなり、やり直しのきかない生放送での番組制作機器の操作ミス等によるものがほとんどとなっている。

### 判断基準
放送事故上の不体裁は、番組や番組内容によってその判断基準が異なることが多い。
- 政見放送においては、映像・音声の乱れは公正な選挙機会の侵害に関わるため、不体裁は一瞬も許されない。ただし、立候補者や政党が意図的に放送事故と見せかけた演出を行った場合は言論の自由を保障する観点から、選挙管理委員会が放映を許可した場合は不体裁とは取り扱われず、当然のことながら、政見放送の放映を担当した放送局の責任も問われない[1][2]。
- 民間放送局におけるCMやこれに準ずる各種の告知等では、映像・音声の乱れは商取引の不履行とみなされかねないため、避けることが強く求められる。
- 娯楽番組等では、演出や番組制作上、あらかじめ想定される範囲のものは不体裁として扱わない。
- 古いVTRやフィルム（テレシネ）の映像・音声の乱れなどは、放送上テロップや事前のアナウンスで、当時の技術的理由でそうなっている件などの旨を告知していることもあり、不体裁として扱わないことが多い。